# Saliha Sultan (dcera Mahmuda II.)
Saliha Sultan (16. června 1811 – 19. února 1843) byla osmanská princezna, dcera sultána Mahmuda II. a jeho konkubíny Aşubican Kadınefendi. Byla nevlastní sestrou sultánů Abdülmecida I. a Abdülazize.

## Biografie
Narodila se jako dcera sultána Mahmuda II. a jeho konkubíny Aşubican Kadınefendi. Když jí bylo 23 let, byla provdána za Damata Gürcüho Halila Rifata Pashu. 

## Děti
Měli dvojčata, dceru Ayşe Sıdıkka Hanımsultan a syna Sultanzade Abdülhamid (* 22. března 1835). Syn zemřel v roce 1837 na infarkt. Ayşe byla prvním vnoučetem sultána Mahmuda II. Jako malá holka přišla o matku a vyrůstala u svého strýce, sultána Abdülmecida I. Když jí bylo 16 let, provdala se za Servera Paşu a měla s ním 3 děti.
- Sultanzade Abdülhamid (22. března 1835 – 1837, zemřel na infarkt)
- Ayşe Sıdıkka Hanımsultan se provdala Server Pasha a měli děti:
  - Ayşe Hanım provdala za Fehim Beye a měli děti:
    - Hatice provdala za Mohamed Ben Hammad ibin Kiran al fassi

  - Azize Hanım se provdala za Suad Beye a měli děti:
    - Fahire Hanım
    - Mahmud
    - Ziya Songülen, se oženil s Erna Valentine Meyer/(Esma Hanım) a měli děti:
      - A.Server
      - Azize Hanım
      - Güzel Hanım

  - Fatma Hanım se provdala za İsmail Hakkı Bey a měli děti:
    - Samiha Ayverdi
- Sultanzade Cavid zemřel hned po narození v roce 1837.